# Marla Heasley
Marla J. Heasley (Hollywood, Californië, 4 september 1959) is een Amerikaans actrice, die enige bekendheid vergaarde met haar rol als Tawnia Baker in The A-Team en verder vele gastrollen speelde in televisieserie en kleine rollen in films vertolkte. Op professioneel gebied is er sinds 1993 niets meer van haar vernomen. Wel trouwde ze op 1 maart 2001 met Christopher Harriman. 
In 1990 was ze enige tijd verloofd met artiest Wayne Newton.
In 2006 verscheen ze in de tv-documentaire Bring Back...The A-Team. Ook de andere A-Team-leden verschenen, met uitzondering van de inmiddels overleden George Peppard. Ook waren Lance LeGault (Col. Decker), William Lucking (Col. Lynch), Stephen J. Cannell en Christian Peppard (de zoon van) te zien. George Peppard was te zien op archiefbeelden.

## Filmografie
- Amore! (1993) - Marge Apple
- The Marrying Man (1991) - Sheila
- The Highwaymen (televisieserie) - Liz Pedstone (afl. The Haunted Highway, 1988)
- Born to Race (1988) - Andrea Lombardo
- The Love Boat (televisieserie) - Rol onbekend (afl. The Ace Takes a Holiday/The Runaway/Courier, 1985)
- The A-Team (televisieserie) - Tawnia Baker (11 afl., 1983-1984)
- Mike Hammer (televisieserie) - Samantha (afl. 24 Karat Dead, 1984) en Allison (afl. Dead on a Dime, 1984)
- Riptide (televisieserie) - Chrystal White (afl. Pilot: Part 1 & 2, 1984)
- T.J. Hooker (televisieserie) - Joan (afl. Carnall Express, 1983)
- The Quest (televisieserie) - Rol onbekend (afl. Escape from a Velvet, 1982)
- Galactica 1980 (televisieserie) - Rol onbekend (afl. Spaceball, 1980)
- Can You Hear the Laughter? The Story of Freddie Prinze (televisiefilm, 1979) - Rol onbekend